# Pâslari

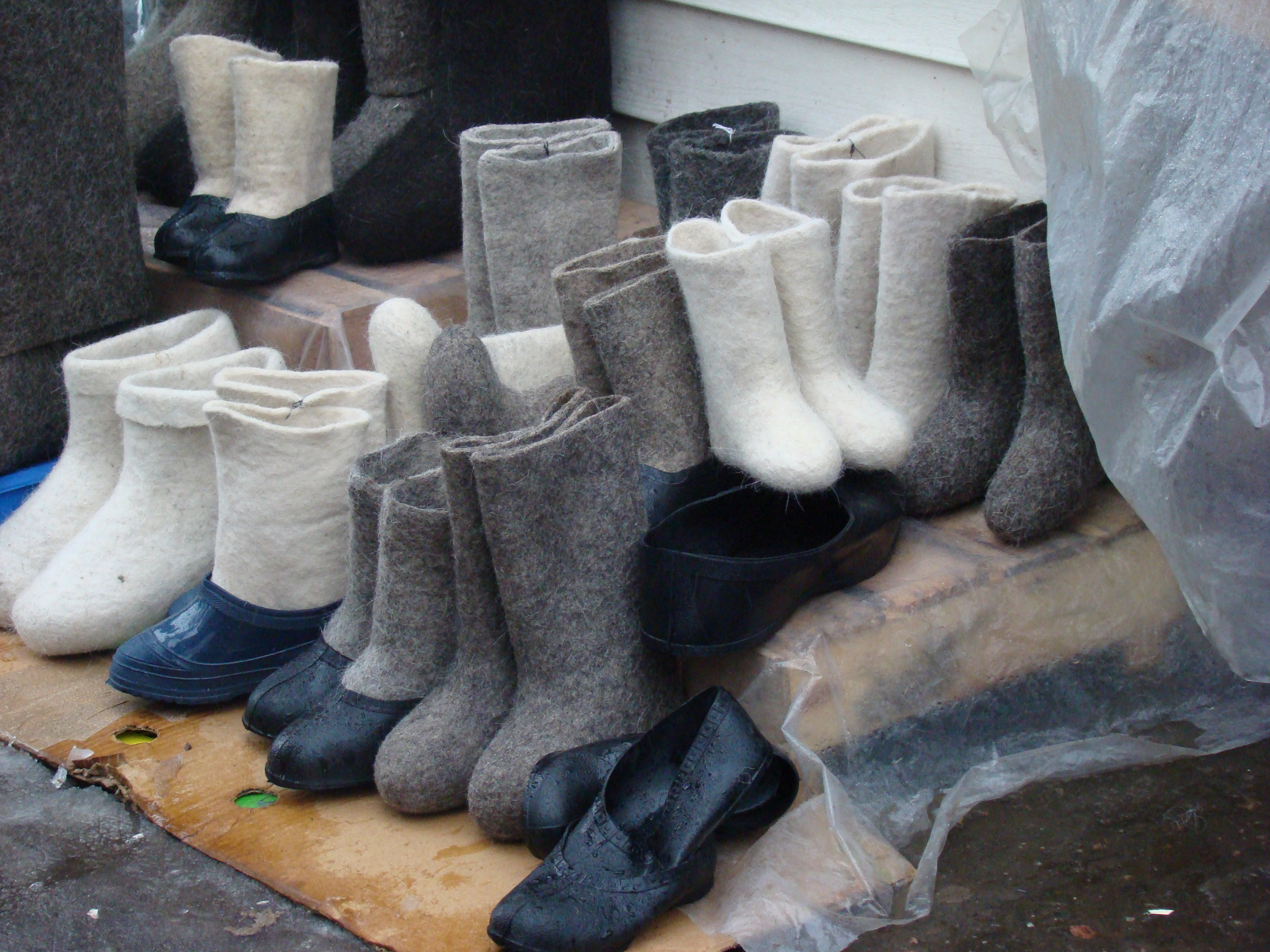
Pâslari ruseşti

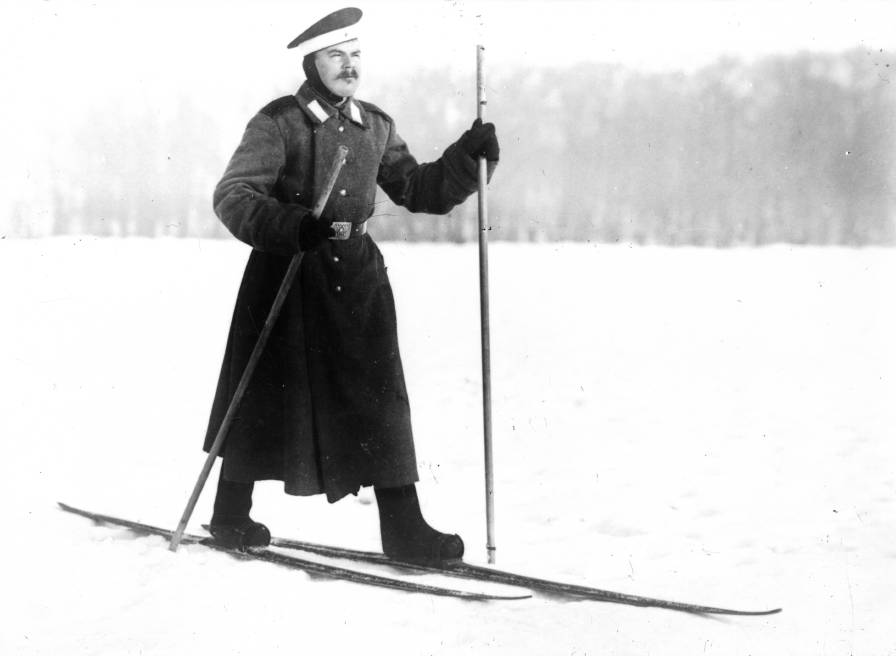
Soldat rus în pâslari pe schiuri

Pâslarii sunt un tip de încălțăminte călduroasă, de iarnă, în formă de cizme, confecționați din pâslă, de unde și numele lor. Se mai numesc și pâsle.
Pâslarii de casâ au dimensiuni de gheată.